# Det haster
|  | Denne artikel er oprettet af botten Steenthbot ud fra en ekstern database. Den kan derfor have sproglige fejl eller mangler. Denne skabelon kan fjernes efter kontrol af indholdet. |

Det haster er en dansk kortfilm fra 1943 instrueret af Aage Jessen efter eget manuskript.

## Medvirkende
- Bent Berth
- Mette Gregaard
- Lise Poulsen
- Knud Helsøe